# Пьер Анджели
Пьер А́нджели (итал. Pier Angeli, урождённая Анна Мария Пьера́нджели (итал. Anna Maria Pierangeli), 19 июня 1932 — 10 сентября 1971) — итальянская актриса, сестра-близнец актрисы Маризы Паван.

## Биография
Родилась в городке Кальяри, на острове Сардиния. Впервые на киноэкранах появилась в 1950 году в фильме Витторио де Сики «Domani è troppo tardi» (ит.), а год спустя дебютировала в «Голливуде в фильме Тереза» (англ.) с Родом Стайгером в главной роли. За роль в данной картине Пьер Анджели была удостоена премии «Золотой глобус» в номинации «Лучший дебют актрисы», а также высоких оценок кинокритиков, которые сравнивали её с Гретой Гарбо. В дальнейшем актриса появилась в таких фильмах, как «Три истории любви» (1953), «Сомбреро» (1953), «Мадемуазель Нитуш» (1954), «Серебряная чаша» (1954) и «Порт Африка» (1956).
В начале 1950-х годов у Анджели был роман с актёром Кирком Дугласом, а также романтическая связь с Джеймсом Дином, которая прервалась под напором властной матери актрисы. В 1954 году, также под давлением матери, Пьер Анджели вышла замуж за актёра и певца Вика Дамона (англ.). Их развод четыре года спустя широко муссировался в прессе из-за скандалов в суде, связанных с желанием каждого из родителей получить опеку над их сыном Перри.
С началом 1960-х годов Пьер Анджели вернулась в Европу, где длительное время жила в Великобритании. Фильмы тех лет с её участием были не столь популярны, как её голливудские работы, за исключением картин «Содом и Гоморра» (1962) и «Битва в Арденнах» (1965). С 1962 по 1969 год актриса состояла в браке с итальянским композитором Армандо Тровайоли, ставшим отцом её сына Эндрю.
В начале 1970-х годов о почти забытой актрисе вспомнили создатели картины «Крёстный отец» и пригласили её на одну из ролей, но 10 сентября 1971 года 39-летняя Пьер Анджели была найдена мёртвой от случайной передозировки барбитуратов. Бытовало мнение, что актриса покончила жизнь самоубийством из-за боязни состариться. Пьер Анджели похоронена во французском городке Рюэй-Мальмезон.

## Награды
- Золотой глобус 1952 — «Лучший дебют актрисы»